# 15. etape af Giro d'Italia 2018
15. etape af Giro d'Italia 2018 gik fra Tolmezzo til Sappada 20. maj 2018. 
Simon Yates tog sin tredje etapesejr og øgede føringen i klassementet.

## Etaperesultater
| \| Etaperesultat \| Etaperesultat \| Etaperesultat \| Etaperesultat \| Etaperesultat \| \| Rytter \| Rytter \| Hold \| Tid \| \| \| ------------- \| ------------------ \| ---------------- \| ------------- \| ------------- \| \| 1. \| Simon Yates \| Mitchelton-Scott \| 4t 37' 56" \| \| \| 2. \| Miguel Ángel López \| Astana \| + 41" \| \| \| 3. \| Tom Dumoulin \| Team Sunweb \| + 41" \| \| \| 4. \| Domenico Pozzovivo \| Bahrain-Merida \| + 41" \| \| \| 5. \| Richard Carapaz \| Movistar Team \| + 41" \| \| \| 6. \| Thibaut Pinot \| Groupama-FDJ \| + 41" \| \| \| 7. \| Alexandre Geniez \| AG2R La Mondiale \| + 1' 20" \| \| \| 8. \| Davide Formolo \| Bora-Hansgrohe \| + 1' 20" \| \| \| 9. \| Pello Bilbao \| Astana \| + 1' 20" \| \| \| 10. \| Sam Oomen \| Team Sunweb \| + 1' 20" \| \| |                    |                  |            |
| |                    |                  |            |
| Kilde: ProCyclingStats |                    |                  |            |
| Etaperesultat |                    |                  |            |
| Rytter | Rytter             | Hold             | Tid        |
| 1. | Simon Yates        | Mitchelton-Scott | 4t 37' 56" |
| 2. | Miguel Ángel López | Astana           | + 41"      |
| 3. | Tom Dumoulin       | Team Sunweb      | + 41"      |
| 4. | Domenico Pozzovivo | Bahrain-Merida   | + 41"      |
| 5. | Richard Carapaz    | Movistar Team    | + 41"      |
| 6. | Thibaut Pinot      | Groupama-FDJ     | + 41"      |
| 7. | Alexandre Geniez   | AG2R La Mondiale | + 1' 20"   |
| 8. | Davide Formolo     | Bora-Hansgrohe   | + 1' 20"   |
| 9. | Pello Bilbao       | Astana           | + 1' 20"   |
| 10. | Sam Oomen          | Team Sunweb      | + 1' 20"   |

## Samlet
| \| Samlede stilling \| Samlede stilling \| Samlede stilling \| Samlede stilling \| Samlede stilling \| \| Rytter \| Rytter \| Hold \| Tid \| \| \| ---------------- \| ------------------ \| ---------------- \| ---------------- \| ---------------- \| \| 1. \| Simon Yates \| Mitchelton-Scott \| 65t 57' 37" \| \| \| 2. \| Tom Dumoulin \| Team Sunweb \| + 2' 11" \| \| \| 3. \| Domenico Pozzovivo \| Bahrain-Merida \| + 2' 28" \| \| \| 4. \| Thibaut Pinot \| Groupama-FDJ \| + 2' 37" \| \| \| 5. \| Miguel Ángel López \| Astana \| + 4' 27" \| \| \| 6. \| Richard Carapaz \| Movistar Team \| + 4' 47" \| \| \| 7. \| Chris Froome \| Team Sky \| + 4' 52" \| \| \| 8. \| George Bennett \| LottoNL-Jumbo \| + 5' 34" \| \| \| 9. \| Pello Bilbao \| Astana \| + 5' 59" \| \| \| 10. \| Patrick Konrad \| Bora-Hansgrohe \| + 6' 13" \| \| |                    |                  |             |
| |                    |                  |             |
| Kilde: ProCyclingStats |                    |                  |             |
| Samlede stilling |                    |                  |             |
| Rytter | Rytter             | Hold             | Tid         |
| 1. | Simon Yates        | Mitchelton-Scott | 65t 57' 37" |
| 2. | Tom Dumoulin       | Team Sunweb      | + 2' 11"    |
| 3. | Domenico Pozzovivo | Bahrain-Merida   | + 2' 28"    |
| 4. | Thibaut Pinot      | Groupama-FDJ     | + 2' 37"    |
| 5. | Miguel Ángel López | Astana           | + 4' 27"    |
| 6. | Richard Carapaz    | Movistar Team    | + 4' 47"    |
| 7. | Chris Froome       | Team Sky         | + 4' 52"    |
| 8. | George Bennett     | LottoNL-Jumbo    | + 5' 34"    |
| 9. | Pello Bilbao       | Astana           | + 5' 59"    |
| 10. | Patrick Konrad     | Bora-Hansgrohe   | + 6' 13"    |

| Pointkonkurrence | Pointkonkurrence  | Pointkonkurrence              | Pointkonkurrence | Pointkonkurrence |
| Rytter           | Rytter            | Hold                          | Point            |                  |
| ---------------- | ----------------- | ----------------------------- | ---------------- | ---------------- |
| 1.               | Elia Viviani      | Quick-Step Floors             | 237 point        |                  |
| 2.               | Sam Bennett       | Bora-Hansgrohe                | 197 point        |                  |
| 3.               | Simon Yates       | Mitchelton-Scott              | 113 point        |                  |
| 4.               | Sacha Modolo      | EF Education First-Drapac     | 102 point        |                  |
| 5.               | Davide Ballerini  | Androni Giocattoli-Sidermec   | 98 point         |                  |
| 6.               | Marco Frapporti   | Androni Giocattoli-Sidermec   | 89 point         |                  |
| 7.               | Danny van Poppel  | LottoNL-Jumbo                 | 89 point         |                  |
| 8.               | Niccolò Bonifazio | Bahrain-Merida                | 68 point         |                  |
| 9.               | Eugert Zhupa      | Wilier Triestina-Selle Italia | 64 point         |                  |
| 10.              | Enrico Battaglin  | LottoNL-Jumbo                 | 59 point         |                  |

| Ungdomskonkurrence | Ungdomskonkurrence    | Ungdomskonkurrence          | Ungdomskonkurrence | Ungdomskonkurrence |
| Rytter             | Rytter                | Hold                        | Tid                |                    |
| ------------------ | --------------------- | --------------------------- | ------------------ | ------------------ |
| 1.                 | Miguel Ángel López    | Astana                      | 66t 02' 04"        |                    |
| 2.                 | Richard Carapaz       | Movistar Team               | + 20"              |                    |
| 3.                 | Ben O'Connor          | Dimension Data              | + 2' 45"           |                    |
| 4.                 | Sam Oomen             | Team Sunweb                 | + 3' 00"           |                    |
| 5.                 | Maximilian Schachmann | Quick-Step Floors           | + 33' 59"          |                    |
| 6.                 | Jack Haig             | Mitchelton-Scott            | + 35' 23"          |                    |
| 7.                 | Fausto Masnada        | Androni Giocattoli-Sidermec | + 36' 41"          |                    |
| 8.                 | Valerio Conti         | UAE Team Emirates           | + 40' 40"          |                    |
| 9.                 | Matej Mohorič         | Bahrain-Merida              | + 43' 41"          |                    |
| 10.                | Felix Großschartner   | Bora-Hansgrohe              | + 47' 42"          |                    |

| Bjergkonkurrence | Bjergkonkurrence   | Bjergkonkurrence            | Bjergkonkurrence | Bjergkonkurrence |
| Rytter           | Rytter             | Hold                        | Point            |                  |
| ---------------- | ------------------ | --------------------------- | ---------------- | ---------------- |
| 1.               | Simon Yates        | Mitchelton-Scott            | 91 point         |                  |
| 2.               | Giulio Ciccone     | Bardiani CSF                | 52 point         |                  |
| 3.               | Esteban Chaves     | Mitchelton-Scott            | 47 point         |                  |
| 4.               | Thibaut Pinot      | Groupama-FDJ                | 46 point         |                  |
| 5.               | Chris Froome       | Team Sky                    | 36 point         |                  |
| 6.               | Domenico Pozzovivo | Bahrain-Merida              | 36 point         |                  |
| 7.               | Fausto Masnada     | Androni Giocattoli-Sidermec | 35 point         |                  |
| 8.               | Valerio Conti      | UAE Team Emirates           | 33 point         |                  |
| 9.               | Matteo Montaguti   | AG2R La Mondiale            | 29 point         |                  |
| 10.              | Richard Carapaz    | Movistar Team               | 27 point         |                  |

| Holdkonkurrence | Holdkonkurrence   | Holdkonkurrence | Holdkonkurrence |
| Hold            | Hold              | Tid             |                 |
| --------------- | ----------------- | --------------- | --------------- |
| 1.              | Sky               | 198t 16' 59"    |                 |
| 2.              | Mitchelton-Scott  | + 4' 27"        |                 |
| 3.              | Astana            | + 5' 00"        |                 |
| 4.              | Groupama-FDJ      | + 29' 29"       |                 |
| 5.              | Bora-Hansgrohe    | + 30' 01"       |                 |
| 6.              | Movistar Team     | + 32' 13"       |                 |
| 7.              | AG2R La Mondiale  | + 34' 49"       |                 |
| 8.              | Team Sunweb       | + 47' 25"       |                 |
| 9.              | Dimension Data    | + 53' 24"       |                 |
| 10.             | UAE Team Emirates | + 1t 10' 15"    |                 |

## Eksterne hevisninger
- 15. etape af Giro d'Italia 2018 på ProCyclingStats (engelsk)